# Duca di Edimburgo
Duca di Edimburgo è un titolo reale che appartiene alla Parìa di Gran Bretagna, e che prende il nome dalla città di Edimburgo, capitale della Scozia. La prima creazione avvenne nel 1726, quando Giorgio I di Gran Bretagna creò il nipote Federico quale duca di Edimburgo. Il titolo venne ricreato poi nel 1764 per Guglielmo Enrico, poi nel 1866 per Alfredo di Sassonia-Coburgo-Gotha e nel 1947, quando re Giorgio VI del Regno Unito investì il futuro genero Filippo Mountbatten del titolo di duca di Edimburgo. L'ultima creazione fu nel 2023 quando Carlo III investì del titolo di Edimburgo il fratello minore Edoardo.

## Storia

### Prima creazione (1726)
Il titolo venne creato per la prima volta il 26 luglio 1726, nella Parìa di Gran Bretagna, da re Giorgio I di Gran Bretagna per il nipote Federico di Hannover, il quale nel 1729 divenne Principe di Galles, con la morte del nonno e l'ascesa al trono del padre Giorgio II. Con la morte del principe Federico, il titolo venne ereditato dal figlio, il principe Giorgio di Hannover il quale divenne sovrano britannico in seguito alla morte del nonno, Giorgio II di Gran Bretagna. Con l'ascesa al trono di Giorgio III, il ducato di Edimburgo ritornò alla corona e cessò così di esistere. I titoli sussidiari a quello di duca di Edimburgo furono Marchese de l'Isle of Ely, Conte di Eltham, Visconte di Launceston e Barone di Snaudon, per quanto riguarda la creazione del 1726.
| Nome                                                                                            | Ritratto | Data di nascita  | Ducato         | Ducato          | Matrimoni                                            | Note                                                                                      |
| Nome                                                                                            | Ritratto | Data di nascita  | Inizio         | Fine            | Matrimoni                                            | Note                                                                                      |
| ----------------------------------------------------------------------------------------------- | -------- | ---------------- | -------------- | --------------- | ---------------------------------------------------- | ----------------------------------------------------------------------------------------- |
| Federico                                                                                        |          | 1º febbraio 1707 | 26 luglio 1726 | 31 marzo 1751   | Augusta di Sassonia-Gotha-Altenburg, con discendenza | Figlio di Giorgio II di Gran Bretagna, divenne Principe di Galles e morì prima del padre. |
| Giorgio                                                                                         |          | 4 giugno 1738    | 31 marzo 1751  | 25 ottobre 1760 | Carlotta di Meclemburgo-Strelitz, con discendenza    | Primogenito maschio del principe Federico di Galles, regnò dal 1760 al 1820.              |
| Giorgio divenne sovrano nel 1760 con il nome di Giorgio III e così il titolo tornò alla Corona. |          |                  |                |                 |                                                      |                                                                                           |

### Duca di Gloucester e Edimburgo (1764)
Il 19 novembre 1764, re Giorgio III del Regno Unito ricreò il ducato di Edimburgo per il fratello minore Guglielmo Enrico di Hannover, che venne insignito del titolo di duca di Edimburgo ma anche di Gloucester. Alla morte di Guglielmo Enrico, avvenuto nel 1805, il titolo venne ereditato dal figlio Guglielmo Federico che però non ebbe eredi e di conseguenza il titolo di estinse. Titoli sussidiari: Conte di Connaught, Parìa d'Irlanda.
| Nome                                                                                | Ritratto | Data di nascita  | Ducato           | Ducato           | Matrimoni                        | Note                                                             |
| Nome                                                                                | Ritratto | Data di nascita  | Inizio           | Fine             | Matrimoni                        | Note                                                             |
| ----------------------------------------------------------------------------------- | -------- | ---------------- | ---------------- | ---------------- | -------------------------------- | ---------------------------------------------------------------- |
| Guglielmo Enrico                                                                    |          | 25 novembre 1743 | 19 novembre 1764 | 25 agosto 1805   | Maria Walpole con discendenza    | Figlio di Federico di Galles e fratello del sovrano Giorgio III. |
| Guglielmo Federico                                                                  |          | 15 gennaio 1776  | 25 agosto 1805   | 30 novembre 1834 | Maria di Hannover no discendenza | Figlio di Guglielmo Enrico di Hannover                           |
| Con la morte di Guglielmo Federico, il quale non aveva eredi, il titolo si estinse. |          |                  |                  |                  |                                  |                                                                  |

### Seconda creazione (1866)
IL 24 maggio 1866, la regina Vittoria del Regno Unito ricreò il titolo di Duca di Edimburgo, che conferì al secondogenito maschio Alfredo di Sassonia-Coburgo-Gotha, entrando a fare così parte della Parìa del Regno Unito. Il principe Alfredo, che nel 1893 era divenuto Duca di Sassonia-Coburgo-Gotha, morì nel 1900 senza eredi e così il titolo andò perduto. Titoli sussidiari: Conte di Ulster e Conte di Kent
| Nome    | Ritratto | Data di nascita | Ducato         | Ducato         | Matrimoni                                      | Note                                                           |
| Nome    | Ritratto | Data di nascita | Inizio         | Fine           | Matrimoni                                      | Note                                                           |
| ------- | -------- | --------------- | -------------- | -------------- | ---------------------------------------------- | -------------------------------------------------------------- |
| Alfredo |          | 6 agosto 1844   | 24 maggio 1866 | 30 luglio 1900 | Marija Aleksandrovna Romanova, con discendenza | Figlio della regina Vittoria e del principe Alberto di Coburgo |

### Terza creazione (1947)
La mattina del nozze con l'allora principessa Elisabetta, Filippo Mountbatten, nato di Grecia e Danimarca, venne investito del titolo di duca di Edimburgo dal suocero Giorgio VI del Regno Unito. Filippo rinunciò ai suoi diritti di successione ai troni di Grecia e Danimarca. Tra le nozze e la propria ascesa al trono, la futura Elisabetta II era conosciuta anche come Duchessa di Edimburgo, titolo che venne mantenuto formalmente anche dopo l'ascesa al trono. Con la morte del principe Filippo il 9 aprile 2021, il titolo è stato ereditato dal primogenito Carlo ma con l'ascesa al trono di quest'ultimo nel settembre del 2022, con la scomparsa della regina Elisabetta, il titolo di duca di Edimburgo ritornò alla corona. Titoli sussidiari: Conte di Merioneth e Barone di Greenwich
| Nome | Ritratto | Data di nascita  | Ducato           | Ducato           | Matrimoni                                            | Note                                                          |
| Nome | Ritratto | Data di nascita  | Inizio           | Fine             | Matrimoni                                            | Note                                                          |
| --- | -------- | ---------------- | ---------------- | ---------------- | ---------------------------------------------------- | ------------------------------------------------------------- |
| Filippo |          | 10 giugno 1921   | 20 novembre 1947 | 9 aprile 2021    | Elisabetta II del Regno Unito, con discendenza       | Figlio di Andrea di Grecia, sposò Elisabetta II nel 1947.     |
| Carlo |          | 14 novembre 1948 | 9 aprile 2021    | 8 settembre 2022 | (I) Diana Spencer con discendenza (II) Camilla Shand | Primogenito di Elisabetta II e del duca Filippo di Edimburgo. |
| Il principe Carlo salì al trono nel 2022, dopo la morte di Elisabetta II, con il nome di Carlo III; il titolo tornò alla Corona. |          |                  |                  |                  |                                                      |                                                               |

#### Quarta creazione (2023)
Nel 1999, in occasione delle nozze di Edoardo, conte di Wessex, ultimogenito di Elisabetta II, con Sophie Rhys-Jones, fu annunciato che il principe sarebbe stato il successore al padre, il principe Filippo, quale duca di Edimburgo. Il procedimento fu però complesso, dal momento che secondo la norma di qualsiasi ducato della Parìa britannica, quello di Edimburgo compreso, la successione al titolo è destinata al primogenito maschio. Quando il principe Filippo morì nel 2021, ad ereditare il titolo non fu il principe Edoardo ma Carlo, principe di Galles che però nel settembre 2022 ascese al trono del Regno Unito, a seguito della morte della madre Elisabetta II. Il ducato di Edimburgo ritornò così alla Corona, fino a quando il nuovo sovrano Carlo III nominò il fratello minore Edoardo duca di Edimburgo. A differenza delle precedenti creazioni il titolo non è ereditario e alla morte del detentore tornerà alla Corona .
| Nome                                                                | Ritratto | Data di nascita | Ducato        | Ducato    | Matrimoni                         | Note                                                           |
| Nome                                                                | Ritratto | Data di nascita | Inizio        | Fine      | Matrimoni                         | Note                                                           |
| ------------------------------------------------------------------- | -------- | --------------- | ------------- | --------- | --------------------------------- | -------------------------------------------------------------- |
| Edoardo                                                             |          | 10 marzo 1964   | 10 marzo 2023 | in carica | Sophie Rhys-Jones con discendenza | Ultimogenito di Elisabetta II e del duca Filippo di Edimburgo. |
| Titolo non ereditario, tornerà alla Corona alla morte del detentore |          |                 |               |           |                                   |                                                                |